# Pyrilia pyrilia
Pyrilia pyrilia là một loài chim trong họ Psittacidae.